# ليندر فورد
ليندر فورد هو سياسي كندي، ولد في 23 ديسمبر 1836، وتوفي في 1906.